# Cyprinodontidae
Famille
Les Cyprinodontidae forment une famille de poissons d'eau douce appartenant à l'ordre des Cyprinodontiformes.

## Anatomie
À part les caractéristiques typiques des poissons osseux, les Cyprinodontidés mâles possèdent un organe copulateur appelé gonopode qui leur est particulier. Ce sont des poissons ovovivipares (les œufs sont incubés et éclosent dans le ventre de la femelle).

## Liste des genres
Selon FishBase (30 juillet 2017) :
- genre Aphanius
- genre Cualac
- genre Cubanichthys
- genre Cyprinodon
- genre Floridichthys
- genre Garmanella
- genre Jordanella
- genre Lebias
- genre Megupsilon
- genre Orestias

Selon ITIS (30 juillet 2017) :
- sous-famille Cubanichthyinae Parenti, 1981
  - genre Cubanichthys Hubbs, 1926
- sous-famille Cyprinodontinae Gill, 1865 ; (Cyprinodontines)
  - tribu Cyprinodontini Gill, 1865
    - genre Cualac Miller, 1956
    - genre Cyprinodon Lacépède, 1803
    - genre Floridichthys Hubbs, 1926
    - genre Garmanella Hubbs, 1936
    - genre Jordanella Goode & Bean, 1879
    - genre Megupsilon Miller and Walters, 1972

  - tribu Orestiini Bleeker, 1860
    - genre Aphanius Nardo, 1827
    - genre Orestias Valenciennes, 1839